# Docs interdits
 (mai 2020).
Si vous disposez d'ouvrages ou d'articles de référence ou si vous connaissez des sites web de qualité traitant du thème abordé ici, merci de compléter l'article en donnant les références utiles à sa vérifiabilité et en les liant à la section « Notes et références ».
Docs interdits est une série de documentaires diffusée en soirée sur France 3 depuis le 12 septembre 2011. 

## Présentation
Entre septembre 2011 et juillet 2013, l'émission est diffusée hebdomadairement le lundi.
Pendant l'été 2012, elle est diffusée hebdomadairement le mardi puis, de septembre 2013 à décembre 2014, trimestriellement (en alternance avec Enquêtes de régions) le vendredi.
Pendant les étés 2015 et 2016, l'émission est diffusée hebdomadairement le mercredi.
Depuis janvier 2015, deux épisodes sont diffusés (certains peuvent être des rediffusions d'ancien n° de docs interdits, mais aussi de Histoire immédiate, qui ne seront pas listés ici car seules les premières diffusions le sont).
À noter que si les épisodes ont été diffusés après minuit, c'est tout de même la date de la veille qui est indiquée dans l'article.
Pendant l'été 2017, l'émission est diffusée hebdomadairement le lundi.